# Larry Hryb
Lawrence "Larry" Hryb (/ˈhɜrb/), também conhecido por seu Xbox Live Gamertag "Major Nelson", é um Diretor de Programação para a rede de jogos Xbox Live da Microsoft. Seu blog "Major Nelson, do Xbox Live" oferece uma visão interna das operações da divisão de Xbox da Microsoft. Ele escolheu a Gamertag "Major Nelson", em homenagem a um personagem de mesmo nome, na comédia de televisão dos anos 1960, I Dream of Jeannie, depois de ter sido recomendada a ele por seu TiVo. Larry dedicou sua Gamertag a Larry Hagman após sua morte em 2012. Antes de ingressar na Microsoft em 2001, ele foi ex-programador e apresentador da emissora de rádio Clear Channel Communications. Hryb formou-se na Syracuse University com uma licenciatura em produção de televisão, rádio e cinema na SI Newhouse School of Public Communications.

## Trabalho na Microsoft

### Profissional
Larry Hryb trabalhou como Diretor de Promoções da Clear Channel Communications em Hartford, Connecticut, para a WKSS de 1989 até o final de 2000. No início de 2001, ele começou a trabalhar com a Microsoft; Seu primeiro papel na empresa foi como editor-chefe do MSN Music. Hryb mudou-se para a divisão Xbox da Microsoft em 2003. Hryb foi fundamental para o desenvolvimento do Xbox One, do Xbox 360, do Xbox LIVE, do Kinect e da "New Xbox Experience".
Hryb aconselhou dezenas de empresas e comunidades de jogos e não-jogos sobre como se envolver melhor com seu público usando ferramentas digitais e redes sociais. Em 2012, ele foi nomeado um dos "13 Bona Fide Geeks to Follow" pelo Mashable. Hryb realiza análises e menções de produtos através de seus diversos meios de comunicação social - Twitter, seu podcast, perfil do YouTube e seu blog pessoal - para produtos e serviços relacionados ao estilo de vida.

### Podcast

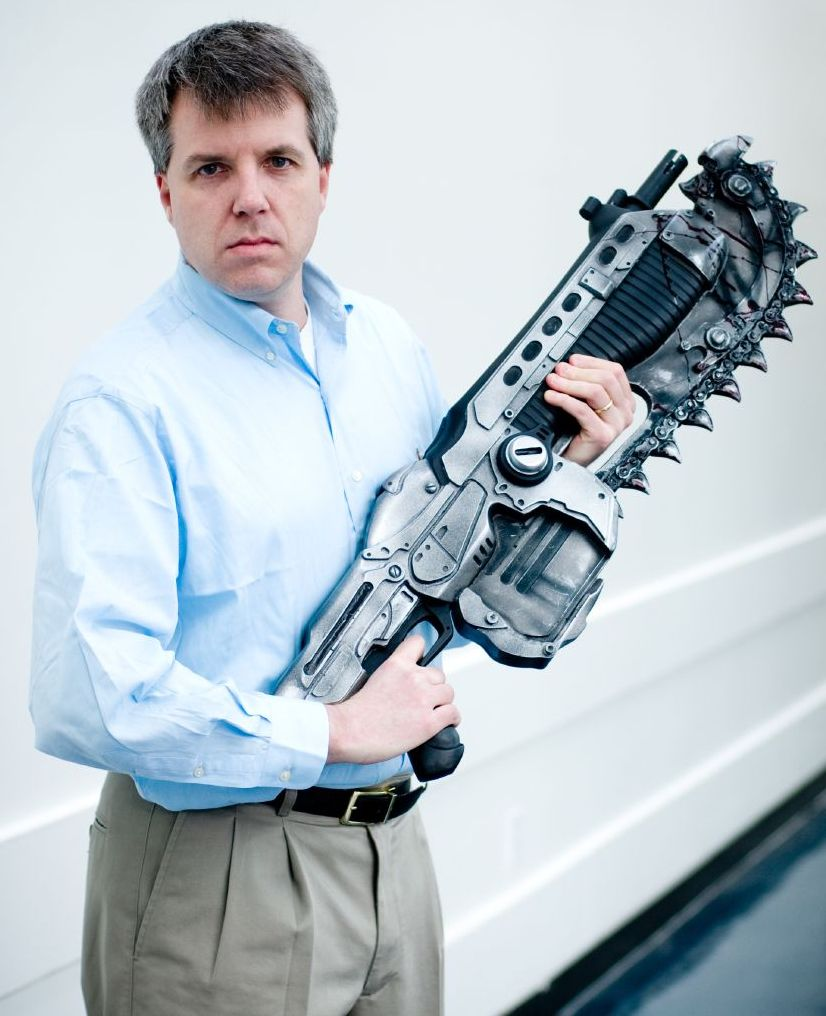
Larry Hryb com o rifle Lancer de Gears of War, 2008.

Hryb é mais conhecido por seu popular podcast semanal "Major Nelson Radio", disponível no iTunes, no Xbox Music Marketplace e em seu site. Ele faz entrevistas também. Direto de dentro do time Microsoft Xbox, Hryb e seus colegas incluindo co-anfitriões regulares Laura Massey ( "lollip0p"), e Eric Neustadter ( "E") discutem Xbox One, Xbox 360, Kinect, Zune, jogos, tecnologia, outros consoles da atual geração (incluindo o PlayStation 4 e Wii U), entre outros assuntos. O seu programa organiza regularmente entrevistas com pessoas da comunidade de jogadores e oferece prêmios aos ouvintes através do concurso "Name the Game", onde reproduz um pequeno clipe de áudio de um jogo e um vencedor é sorteado das repostas corretas. Além disso, os recursos regulares do podcast incluem o "Xbox 101", um segmento dedicado a vários recursos do Xbox One ou Xbox Live, discussão de Gadget, onde eles discutem o gadget mais recente e maior. Muitas empresas contataram Larry para analisar ou cobrir seus produtos para alcançar esse público, mas Larry recusou afirmando que só quer falar sobre os produtos que ele realmente usa e que são de alta qualidade e valor. Recentemente, conforme a convergência ocorre com a indústria automobilística, eles também começaram a olhar para veículos que usam a tecnologia de uma maneira nova e empolgante.
Originalmente, Hryb produziu o podcast sozinho. O podcast consistia em ele dar um monólogo e interromper as entrevistas pré-gravadas. Em 6 de novembro de 2006, ele comemorou seu podcast "nº 200", que foi marcado com um show de quase duas horas e meia. Hryb admite abertamente que ele adicionou ao número do show e a figura não reflete com precisão o número de shows feitos. Hryb mudou para uma numeração #1xx por volta de 18 de julho de 2005, quando ele mostrou #136 após o "7/10/05 Blogcast" anterior. O Major Nelson foi entrevistado no Videocast Outsiders Podcast (show #50), onde ele comentou "Cerca de um ano e meio atrás, eu comecei a numerar meus shows em 100 ... isso soa mais legal, números maiores são sempre melhores."

## Vida pessoal
Hryb é casado com Taylor Johnson, autora do blog "The Happy Girl" e mora no estado de Washington. Durante o Show 478 do podcast de Major Nelson, ele demonstrou interesse pela música clássica, notando que ele quase se especializou nela durante seus estudos universitários. Em 2006, a revista Next Generation nomeou Hryb como uma das "Top 25 People of the Year" em videogames. Além disso, em 2009, ele foi destaque em "100 Geeks You Should Be Following On Twitter" da Wired.com. Hryb trabalhou com várias empresas da Fortune 500, aconselhando-as sobre como usar as mídias sociais para se conectar melhor com a comunidade. Ele revelou que seu prato favorito é o purê de batatas da KFC. Larry Hryb admitiu ter sofrido de coulrofobia e claustrofobia após acordar de um sonho envolvendo o acidente de 2010 em Copiapó.